# نظم سباعي
نَظم سُباعيّ (بالإنجليزية: Circaseptan rhythm)‏ هيَ دورة تتكون مِن 7 أيام يتم فيها إجراء العديد من العمليات الحَيوية، وتُسمى هذه الدورة في الإنسان بالنظم شِبه السُباعي (بالإنجليزية: Circasemiseptan)‏ وذلك لأنها تحدث في 3.5 يَوم.